# فرح ليلى (مسلسل)
فرح ليلى، مسلسل تلفزيوني مصري عرض في رمضان 1434هـ/2013م.

## قصة المسلسل
تدور أحداث المسلسل حول «ليلى» الفتاة المصرية المنتمية إلى الطبقة المتوسطة التي تجاوزت الأربعين من عمرها دون زواج بسبب خوفها من أن تصاب بمرض «سرطان الثدي» الذي أصاب معظم نساء عائلتها وتسبب في وفاتهم في سن مبكرة مما كون لدى «ليلى» عقدة من الزواج جعلتها تتفرغ تماما لعملها كمصممة أفراح إلى أن يظهر في حياتها الحب الذي يجعلها تفكر من جديد.

## بطولة
- ليلى علوي
- فراس سعيد
- عبد الرحمن أبو زهرة
- دعاء طعيمة
- نادية خيري
- شادي الدالي
- نرمين ماهر
- أحمد كمال
- شريف باهر